# Cyclosa monteverde
Cyclosa monteverde är en spindelart som beskrevs av Levi 1999. Cyclosa monteverde ingår i släktet Cyclosa och familjen hjulspindlar. Inga underarter finns listade i Catalogue of Life.